# Brute!
Э́йдан Хьюз (англ. Aidan Hughes, известен под псевдонимом Brute!; род. в 1956 году, Мерсисайд) — английский художник-график, рисующий в стиле советского плакатного искусства; наиболее известен, в том числе, и тем, что рисует обложки для немецкой индастриал-группы KMFDM.

## Биография
Эйдан Хьюз стал известным в 1980 году, после публикации научно-фантастического журнала BRUTE!. В результате, BRUTE стало псевдонимом Эйдана.

#### Творческая деятельность
Его другое направление работы — создание фресок, включая 75-метроую фреску в Барге (Италия) в 2003 году; а также широкого спектра рекламы, в том числе для Банка Шотландии, и Гиннесса.
Хьюз причастен к созданию концепции ZPC, — шутера от первого лица, разработанного в 1996 году на основе движка, использовавшегося для другого шутера — Marathon 2: Durandal.
В 2017 году Хьюз стал сооснователем Tweak Архивная копия от 2 февраля 2021 на Wayback Machine, приложения для редактирования фотографий для iOS и Android, созданное профессиональными дизайнерами.

## Богарт
Эйдан Хьюз присоединился к движению Богарт в 2006 году. Эта уличная художественная организация попыталась подорвать растущую культуру граффити, используя общественные туалеты в качестве альтернативного галерейного пространства. Они также выпустили ряд короткометражных фильмов, подробно описывающих их художественные события и протесты на улицах Праги (Чешская Республика).

## Личная жизнь
Живёт и работает в Чехии.